# جيمس ميشنر
جيمس ميشنر (بالإنجليزية: James A. Michener)‏ (1907 - 1997م)، هو روائي وقاص أمريكي، ويُعد ميتشر من القلة التي تركت بصمت واضحة على الأدب الأمريكي بدءاً بمجموعته القصصية الأولى «قصص الباسفيك الجنوبي» التي صدرت عام 1948م، وحاز بها جائزة بولتيز للأدب، وانتهاء باعماله الروائية التي تُرجمت إلى 52 لغة عالمية، ووصل حجم مبيعاتها إلى 75 مليون نسخة.

## سيرته الذاتية
كتب ميشنر أنه لا يعرف والديه البيولوجيين، أو متى أو أين ولد بالضبط. نشأ ميشنر ككويكر على يد أم بالتبني، وهي مابل ميشنر، في دويلستاون في مقاطعة باكز، بنسلفانيا.
تخرج ميشنر من مدرسة دويلستاون الثانوية عام 1925، والتحق بكلية سوارثمور في سوارثمور، بنسلفانيا، حيث لعب كرة السلة وكان عضوًا في نادي «فاي دلتا ثيتا». بعد تخرجه بتفوق مع مرتبة الشرف عام 1929، حصل على شهادة بكالوريوس في الآداب في الإنجليزية والتاريخ، سافر ودرس في اسكتلندا مدة سنتين في جامعة سانت أندروز في بلدة فايف، سانت أدروز التي يعود تاريخها إلى العصور الوسطى، والواقعة على ساحل بحر الشمال.
شغل ميشنر منصب معلم اللغة الإنجليزية في المدرسة الثانوية في مدرسة ذا هيل في بوتستاون بولاية بنسلفانيا. من 1933 إلى 1936، درّس الإنجليزية في مدرسة جورج في نيوتاون، بنسلفانيا. التحق بكلية المعلمين في غريلي بولاية كولورادو، (أعيدت تسميتها عام 1970 بجامعة كولورادو الشمالية)، حيث حصل على شهادة الماجستير في التعليم. بعد التخرج، درّس في الجامعة لعدة سنوات، وقد سميت المكتبة في جامعة كولورادو الشمالية على اسمه في أكتوبر 1972.
في عام 1935، تزوج ميشنر من باتي كون، وقد قبل منصب محاضر زائر في جامعة هارفرد في الفترة من 1939 إلى 1940، لكنه تركها للانضمام إلى ناشري ماكميلان كمحرر تعليم في الدراسات الاجتماعية.
على الرغم من أنه يستطيع أن يعترض ولا ينضم للجيش بسبب انتمائه إلى الكويكرز، إلا أنه جُنّد في البحرية الأمريكية أثناء الحرب العالمية الثانية (1941-1945). سافر عبر المحيط الهادئ الجنوبي في مهام مختلفة حصل عليها لأن قادة القاعدة ظنوا خطأً أن والده هو الجنرال البحري مارك ميتشر. كتب عن مغامراته أثناء هذه الرحلات بقصص نشرت تحت عنوان «حكايات جنوب المحيط الهادئ».
في عام 1960، شغل ميشنر منصب رئيس لجنة مقاطعة باكز لانتخاب المرشح الديمقراطي جون كينيدي الرئيس الخامس والثلاثين للبلاد. في عام 1962، لم ينجح في الترشح لمقعد الحزب الديمقراطي في مجلس النواب الأميركي من بنسلفانيا، وهو قرار اعتبره فيما بعد خطوة خاطئة. «كان خطئي أن أخوض الانتخابات في عام 1962 كمرشح ديمقراطي للكونغرس. واصلت [زوجتي] قولها، «لا تفعل ذلك، لا تفعل ذلك.» خسرت وعدت لكتابة الكتب.

### الزيجات
تزوج مايكل ثلاث مرات. في عام 1935، تزوج من باتي كون، وانفصلا سنة 1948، وفي نفس السنة تزوج ميشنر من زوجته الثانية، فانجي نورد.
التقى مشينر زوجته الثالثة، ماري يوريكو سابساوا، في مأدبة غداء في شيكاغو. اعتقلت وسجنت هي ووالداها اليابانيان في معسكرات غربية أنشأتها الحكومة الأميركية خلال السنوات الأولى من الحرب العالمية الثانية لاحتجاز اليابانيين من مجتمعات الساحل الغربي/ المحيط الهادئ. طلق ميشنر نورد عام 1955 وتزوج سابوسا في العام نفسه. توفيت سابوسا عام 1994.

### سنواته الأخيرة ووفاته
عاش مع زوجته في أوستن بولاية تكساس خلال السنوات الأخيرة من عمره، وقد وهبا مركز ميشنر للكتاب في جامعة تكساس في أوستن، يقدم المركز ثلاث سنوات من منح الزمالات في الخيال، والشعر، والكتابة المسرحية، والكتابة السينيمائية لعدد قليل من الطلاب.
في أكتوبر 1997، أنهى ميشنر، الذي كان يعاني من الفشل الكلوي، الغسيل اليومي للكلى الذي أبقاه على قيد الحياة لمدة أربع سنوات، وقال إنه حقق ما يريد، ولم يعد يرغب بمزيد من الأمراض والصعوبات الجسدية. في 16 أكتوبر 1997، توفي بسبب فشل كلوي بعمر 90 عامًا، وحرقت جثته، ووضع رماده بجوار رماد زوجته في مقبرة حديقة أوستن التذكارية في مدينة أوستن بولاية تكساس.

## الإرث
ترك مايكل معظم ممتلكاته وحقوقه في الكتب لكلية سوارثمور، حيث حصل على درجة البكالوريوس. كما تبرع بأوراقه لجامعة كولورادو الشمالية، حيث حصل على درجة الماجستير.

## من مؤلفاته
- «قصص الباسفيك الجنوبي»

## روابط خارجية
- جيمس ميشنر على موقع IMDb (الإنجليزية)
- جيمس ميشنر على موقع الموسوعة البريطانية (الإنجليزية)
- جيمس ميشنر على موقع مونزينجر (الألمانية)
- جيمس ميشنر على موقع ألو سيني (الفرنسية)
- جيمس ميشنر على موقع أول موفي (الإنجليزية)
- جيمس ميشنر على موقع قاعدة بيانات برودواي على الإنترنت (الإنجليزية)
- جيمس ميشنر على موقع قاعدة بيانات الأفلام السويدية (السويدية)
- جيمس ميشنر على موقع إن إن دي بي (الإنجليزية)
- جيمس ميشنر على موقع قاعدة بيانات الفيلم (الإنجليزية)
- جيمس ميشنر على موقع كينوبويسك (الروسية)